# Mientras no estabas
Mientras no estabas será un programa de televisión argentino conducido por Diego Ramos, producido y emitido por Discovery Home and Health.

## Mecanismo del programa
Es una serie en la que personas ejemplares recibirán como muestra de amor, reconocimiento o agradecimiento por parte de su familia o amigos, la sorpresa de una renovación personalizada del ambiente más significativo de su hogar. El programa recorrerá Latinoamérica para conocer los casos más emotivos de personas que supieron sobreponerse a momentos difíciles en sus vidas. Diego Ramos será el encargado de contar todo lo que sucede en la Argentina junto a la carismática diseñadora y arquitecta Trinidad Reina. El conductor, actor e influencer Diego Alfaro acompañará a la experta diseñadora Luz Blanchet en cada transformación de México. Mientras que, en Colombia, la actriz y conductora Maleja Restrepo guiará las remodelaciones a cargo del reconocido diseñador industrial Camilo Cruz.
Con la ayuda de estas destacadas personalidades del espectáculo, el diseño y la arquitectura, se buscará alguna excusa para sacar a cada sorprendido de su casa durante 48 horas. Una vez completada esta tarea el equipo de Mientras no estabas trabajará contrarreloj para darle una gran sorpresa al protagonista de cada episodio antes de que regrese a su hogar. El diseñador buscará plasmar en el proyecto, los gustos y necesidades del sorprendido para hacerlo realidad en tan solo dos días. Todo, con ayuda de su equipo de renovación, y los cómplices cercanos al protagonista.
- Datos: Q85874806